# Psi Fornacis
Psi Fornacis (ψ For) es una estrella en la constelación de Fornax, el horno, de magnitud aparente +5,94.
Se encuentra a 191 años luz y tuvo su máximo acercamiento al sistema solar hace 1,4 millones de años, cuando su brillo alcanzó magnitud +4,74 a una distancia de 110 años luz.
Psi Fornacis es una subgigante blanco-amarilla de tipo espectral F6IV, anteriormente clasificada como F5V.
De parecidas características a Metallah (α Trianguli), su temperatura efectiva es de 6549 K.
Es un 50% más masiva que el Sol y no parece haber consenso en cuanto a su edad, estando ésta comprendida entre 1500 y 5780 millones de años.
En cuanto a su tamaño, tiene un diámetro 2,71 veces más grande que el diámetro solar, lo que denota su carácter de subgigante.
Su velocidad de rotación proyectada —límite inferior de la misma— es de 21 km/s.
Psi Fornacis tiene un contendido metálico comparable al solar ([Fe/H] = +0,03) pero presenta una abundancia relativa de litio algo más alta que la del Sol (A(Li) = 2,15).
Como casi todas las estrellas de nuestro entorno, es una estrella del disco fino.